# Musashi (romance)
Musashi (宮本武蔵, Miyamoto Musashi) é um romance histórico escrito por Eiji Yoshikawa e publicado em capítulos em 1935 no jornal Asahi Shimbun. É o romance mais vendido da história do Japão, ultrapassando 120 milhões de cópias em suas diversas edições. 
O romance é uma ficção sobre a vida de Miyamoto Musashi, o samurai mais famoso do Japão e autor do Livro dos Cinco Anéis. No Brasil foi publicado pela primeira vez pela editora Estação Liberdade em 1998 em dois tomos com tradução de Leiko Gotoda, sobrinha  romancista japonês Junichiro Tanizaki.

## Enredo
O romance é baseado nas aventuras de uma figura histórica, o samurai Miyamoto Musashi, que viveu entre 1584 e 1645 e é densamente povoada por outras figuras históricas. O livro traça a transformação de Musashi de um samurai rural em herói nacional. É uma aventura folhetinesca, com muitos encontros, desencontros, coincidências, fugas, lutas e suspense na tradição das histórias de Swashbuckler, comparado às obras de Alexandre Dumas e Eugène Sue.

## Recepção
Em valores literários, "Musashi" foi muitas vezes criticada, tanto no Japão quanto internacionalmente, por sua estrutura repetitiva e pela falta de desenvolvimento psicológico dos personagens. Outros críticos reconhecem os defeitos da obra, mas ressaltam que é uma leitura cativante e divertida, o que explica o enorme sucesso.
O romance, publicado originalmente no jornal Asahi Shinbun, teve 14 reedições, vendendo mais de 120 milhões de cópias, além de ter sido adaptado para uma trilogia de filmes (sob o título "Samurai") e uma série da mangás, escritos pelo célebre mangaká, Takehiko Inoue. O autor Ben Van Overmeire aponta que a obra é uma das principais responsáveis pela criação da ideia popular moderna do samurai como um guerreiro espiritual zen-budista, que segue o código de honra do bushidō.

### Artigos
- Overmeire, Ben Van (2016). The Journal of Popular Culture. 49 (5): 1125-1146